# Mađarolci
"Mađarolci" je posprdni termin kojega je 1870.-ih godina Ante Starčević koristio za dio hrvatske buržoazije koja je svoj socijalni boljitak tražila u služenju stranim interesima - u to vrijeme, mađarskim i austrijskim - radije nego u promoviranju interesa vlastitog naroda.
Satirični termin je prvu polovinu posudio od riječi "Mađari", a drugu od riječi "Tirolci".
Nacije tog vremena su u pravilu težile boljitku na način da su štitile interese vlastitog gospodarstva i državnih institucija štiteći ih od nastojanja drugih nacija da ih eksploatiraju: Starčević je ukazivao na znatan dio hrvatskog građanstva koji naprotiv žele pripomoći strancima da što bolje iskorištavaju Hrvatsku, kako bi u takvoj aktivnosti priskribili sebi stanovitu korist.
1879. godine je Ante Starčević objavio svoju satiričku knjigu "Pisma Magjarolacah": tu on pripadnike Horvatsko-vugerske stranke naziva "mađaroni", a pripadnike Narodne stranke "mađarolci" .
Na str. 176 svoje knjige objašnjava A. Starčević da "narodnjaci" djeluju tako, "... da našim novcem pomagamo nekakove vredne druge, da našom vlastju i našim gospodstvom drugom, nekakovu narodu koristimo". Na str. 179. iznosi Starčević kako "narodnjaci" objašnjavaju da poduzimaju praktične korake za boljitak hrvatskog naroda, umjesto "nepraktične" borbe za nacionalne interese: "A mi, praktični narodnjaci, prilagodismo se Švabam, pomagasmo mi Hervate civilizirati, štibre razpisivati i pobirati, nemački duh i jezik rasprostranjivati, rečju: raditi sve i kako oni htedoše, pa nam biaše dobra vlada i vreme dobro. Tako radismo i za gospodovanja Našinacah, pa nam biaše dobra vlada i vreme dobro. Tako radimo i danas, za gospodovanja Magjaronah: za što su oni, za to smo i mi, proti čemu su oni, proti tomu smo i mi, pa će nam biti dobra vlada i vreme dobro."

## Vanjske poveznice
- Knjiga "Pisma mađarolaca", Sušak 1879. god.